# Kashmiria himalaica
Kashmiria himalaica là một loài thực vật có hoa trong họ Mã đề. Loài này được (Hook. f.) D.Y. Hong mô tả khoa học đầu tiên.